# Cuscús gros de Sulawesi
El cuscús gros de Sulawesi (Ailurops ursinus) és una espècie de marsupial de la família dels falangèrids. És endèmic de Sulawesi i illes properes d'Indonèsia. El seu hàbitat natural són els boscos secs tropicals o subtropicals.